# Sander Bisseling
Sander Bisseling (né le 9 novembre 1985 à Wijchen), est un coureur cycliste néerlandais, spécialiste du BMX. 

## Palmarès en BMX

### Championnats du monde
- Perth 2003
  -  Médaillé de bronze du BMX juniors
- Adélaïde 2009
  -  Médaillé d'argent du BMX cruiser

### Coupe du monde
- 2008 : 40e du classement général
- 2009 : 11e du classement général
- 2010 : 35e du classement général
- 2011 : 61e du classement général

### Championnats des Pays-Bas
- 2004
  - 2e du BMX
- 2007
  - 2e du BMX
- 2008
  - 3e du BMX